# Petrogale mareeba
Petrogale mareeba е вид бозайник от семейство Кенгурови (Macropodidae).

## Разпространение
Видът е разпространен в Австралия.